# Saison 5 de Fringe
Chronologie
Saison 4
Cet article présente la cinquième et dernière saison de la série télévisée américaine Fringe, diffusée du 28 septembre 2012 au 18 janvier 2013 sur le réseau Fox.

## Synopsis
Cette saison commence directement après les événements de l'épisode Armée secrète, en 2036. Le monde est asservi par les observateurs, des êtres venant d'un futur inhabitable et capables de se déplacer librement dans l'espace-temps. La section spéciale est désormais soumise à l'occupant. Olivia Dunham, Peter, Walter Bishop et Astrid Farnsworth deviennent alors des rebelles luttant, dans la clandestinité, contre les envahisseurs,,.

## Distribution

### Acteurs principaux
- Anna Torv (V. F. : Odile Cohen) : Olivia Dunham
- Joshua Jackson (V. F. : Alexandre Gillet) : Peter Bishop
- Jasika Nicole (V. F. : Fily Keita) : Astrid Farnsworth
- John Noble (V. F. : Patrick Messe) : Walter Bishop

### Acteurs récurrents
- Lance Reddick (V. F. : Thierry Desroses) : Phillip Broyles
- Blair Brown (V. F. : Josiane Pinson) : Nina Sharp
- Seth Gabel (V. F. : Laurent Natrella) : Lincoln Lee
- Georgina Haig (V. F. : Olivia Nicosia) : Henrietta « Etta » Bishop
- Michael Kopsa (en) (V. F. : Olivier Hémon) : le capitaine Windmark, l'administrateur des observateurs en 2036
- Shaun Smyth (V. F. : Jean-Marc Charrier) : Anil, membre de la résistance
- Michael Cerveris (V. F. : Elrick Thomas) : Donald / Septembre
- Michael Rogers (V. F. : Charles Borg) : Mueller, un observateur
- Rowan Longworth : Michael, l'enfant observateur

### Invités
- Abagayle Hardwick : Henrietta « Etta » Bishop, enfant (épisodes 1, 2, 12 et 13)
- Clark Middleton (V. F. : Sylvain Clément) : Edward Markham (épisode 1)
- Dejan Loyola (V. F. : Jean-Rémi Tichit) : Klopinski (épisode 1)
- Henry Ian Cusick (V. F. : Bruno Choel) : Simon Foster (épisode 1 - flashback)
- Eric Lange (V. F. : Gérard Darier) : Gael Manfretti (épisode 2)
- Paul McGillion (V. F. : Bernard Bollet) : Edwin Massey (épisode 3)
- Connor Beardmore : River Massey (épisode 3)
- Edward Foy : Holden (épisodes 3 et 4)
- Alan Silverman (V. F. : Charles Borg) : l'observateur avec Windmark (épisode 4)
- Charles Zuckermann (V. F. : Charles Borg) : un observateur (épisodes 4 et 8)
- John Prosky (V. F. : Gabriel Le Doze) : l'observateur prisonnier (épisode 5)
- Zak Santiago (V. F. : Laurent Natrella) : Cecil (épisode 6)
- Marco Soriano : Royce, un observateur (épisode 7)
- Samantha Claude : l'assistante de Nina Sharp (épisode 7)
- Gabe Khouth (V. F. : Jerome Wiggins) : Dr Daryl R. Hastings (épisodes 7 et 10)
- Jill Scott : Simone (épisode 8)
- Claude Duhamel (V. F. : Éric Aubrahn) : Carlos (épisode 8)
- Kett Turton : Briggs (épisode 8)
- Nathan Dashwood (V. F. : Joachim Salinger) : Stratton (épisode 8)
- Jenni Blong (V. F. : Jeanne Savary) : Dr Carla Warren (épisode 9)
- Tom Butler (V. F. : Christian Visine) : Richard (épisode 9)
- Maria Marlow : Carolyn (épisode 9)
- Allie Bertram : Pixie (épisode 9)
- James O'Sullivan : M. Roe (épisode 10)
- Alexa Asjes : l'assistante de Nina Sharp (épisode 10)
- Ian Butcher : un observateur (épisodes 10, 11 et 13)
- Sage Brocklebank : un garde loyaliste (épisode 11)
- James Kidnie : le commandant en chef des observateurs (épisodes 11 et 12)
- Peter Flemming : le lieutenant des loyalistes (épisode 12)
- Peter Kelamis : Tobin (épisodes 12 et 13)
- Eugene Lipinski (V. F. : Christian Desmeth) : décembre, un observateur (épisodes 12 et 13)
- Sharon Taylor : Carol (épisode 13)

## Production
Le 26 avril 2012, Fox a renouvelé Fringe pour une cinquième et dernière saison de treize épisodes, portant le nombre total d'épisodes à 100. Ce renouvellement est accompagné d'une première bande-annonce alors même que la quatrième saison n'est pas terminée. Le dernier épisode devrait être diffusé courant janvier 2013. Jeff Pinkner, producteur exécutif et délégué depuis la première saison, ne participera pas à l'élaboration de celle-ci, laissant J. H. Wyman seul aux commandes de la série.
La série s'est terminée le 18 janvier 2013 par un double épisode.

### Scénario
Le 16 juillet 2012, Wyman révèle que la moitié de la saison est déjà écrite et annonce, qu'hormis lui-même, il n'y aura que trois auteurs pour cette ultime saison : Alison Schapker, Graham Roland et David Fury. Il ajoute que les trois derniers épisodes formeront un arc narratif.

### Casting
Selon Sara Isaacson, responsable du casting, les auditions pour la cinquième saison ont débuté le 9 juillet 2012. Seth Gabel perd son statut d'acteur principal mais continue néanmoins d'incarner Lincoln Lee. Enfin, Georgina Haig reprend son rôle de fille de Peter et d'Olivia,.

### Tournage
Le tournage de cette saison a débuté le 18 juillet 2012 à Vancouver. Celui-ci est interrompu du 24 juillet au 7 août : Blair Brown, John Noble et Jasika Nicole étant indisponibles,. Il était prévu que le tournage se termine le 29 novembre 2012, mais, en raison du retard pris en début de tournage, il s'achèvera finalement le 13 décembre 2012.

### Diffusions
- En version originale
  -  États-Unis : diffusée les vendredis à 21 h depuis le 28 septembre 2012 sur FOX[18] ;
  -  Canada : diffusée les vendredis à 21 h depuis le 28 septembre 2012 sur Citytv (à 22 h sur Citytv Montréal[19]).
- En version française
  -  Belgique : diffusée les jeudis à 21 h depuis le 25 juin 2013 sur La Une[20] ;
  -  Suisse : diffusée les jeudis à 22 h depuis le 11 juillet 2013 sur RTS Deux ;
  -  France : diffusée les mercredis à 23 h à partir du 17 juillet 2013 sur TF1 ;
  -  Québec : diffusée les vendredis à 20 h à partir du 20 septembre 2013 sur V.

## Liste des épisodes
1. Pensées transitoires
2. Le Plan
3. L’Archiviste
4. La balle qui sauva le monde
5. Le Cube
6. De l’autre côté du miroir (et ce que Walter y a trouvé)
7. Cinq vingt dix
8. Le Genre humain
9. Délire total
10. Anomalie XB-6783746
11. L'enfant doit vivre
12. Retour à Liberty
13. Le Dernier Voyageur

### Épisode 1:Pensées transitoires
- États-Unis /  Canada : 28 septembre 2012 sur FOX[18] / Citytv
- Belgique : 25 juin 2013 sur La Une[20]
- Suisse : 11 juillet 2013 sur RTS Deux[réf. à confirmer]
- France : 17 juillet 2013 sur TF1[21]
- Québec : 20 septembre 2013 sur V[22]

- États-Unis : 3,12 millions de téléspectateurs[23] (première diffusion)
- France : 1,7 million de téléspectateurs[24] (première diffusion)

- Abagayle Hardwick (Henrietta « Etta » Bishop, enfant)
- Clark Middleton (Edward Markham)
- Dejan Loyola (Klopinski)
- Henry Ian Cusick (Simon Foster - en flashback)

2036, le lendemain de la libération de Peter et Astrid de l'ambre. Avec Henrietta, Walter, Peter et Astrid partent à la recherche d'Olivia dans un monde qui a radicalement changé en 20 ans, depuis l'invasion des observateurs. Walter leur indique la dernière localisation connue d'Olivia, un bâtiment qui a depuis disparu mais près duquel se trouve de l'ambre dont ont été extraites plusieurs personnes. Selon Henrietta, ce seraient les « Pilleurs d'Ambre » qui les auraient prélevées. En effet, un pilleur confirme qu'Olivia a été prise puis vendue dans son bloc d'ambre à Markham, le bibliothécaire, ancien contact de Peter. Mais le pilleur les a dénoncés, et Peter, Henrietta et Astrid fuient avec Olivia tandis que Markham se cache et que Walter est capturé.
- La chanson que Walter écoute à la fin de l'épisode est Only You de Yazoo.

### Épisode 2:Le Plan
- États-Unis /  Canada : 5 octobre 2012 sur FOX / Citytv
- Belgique : 25 juin 2013 sur La Une[20]
- France : 17 juillet 2013 sur TF1
- Suisse : 11 juillet 2013 sur RTS Deux
- Québec : 27 septembre 2013 sur V

- États-Unis : 2,97 millions de téléspectateurs[26] (première diffusion)
- France : 1,1 million de téléspectateurs[24] (première diffusion)

- Abagayle Hardwick (Henrietta « Etta » Bishop, enfant)
- Eric Lange (Gael Manfretti)

Walter essaie toujours d'utiliser l'unificateur de pensée, sans succès. Olivia, toujours troublée par les souvenirs de la disparition de sa fille en 2015, pense alors à l'habitude de Walter de prendre systématiquement des notes. Celles-ci seraient dans son laboratoire de Harvard mais Etta sait que les observateurs occupent les lieux. Walter a alors l'idée de s'infiltrer dans l'ancien laboratoire par les couloirs de maintenance.
Une fois sur place, Peter, Olivia, Etta, Walter et Astrid trouvent le laboratoire envahi par l'ambre avec une caméra vidéo prise à l'intérieur. Walter veut alors récupérer la cassette en construisant un laser de fortune, mais le laboratoire abandonné n'est plus alimenté en électricité. Là, un garde loyaliste vient inspecter les lieux. Il est vite capturé et Etta s'isole avec lui afin de l'interroger. Pour cela, elle utilise sur lui un dispositif conçu par les observateurs capable de faire vieillir une personne de plusieurs années en quelques instants. Lorsque Olivia la surprend, elle l'éloigne et parle avec le garde. En échange de la sauvegarde de son fils, il lui remet les clés d'accès, un code et Walter tente de recopier son iris sur un œil de porc. Peter et Etta parviennent à s'infiltrer dans le laboratoire qui mène aux disjoncteurs, et surprennent en route des expériences sur des humains, dont la tête de Foster, l'ancien partenaire d'Etta.

### Épisode 3:L’Archiviste
- États-Unis /  Canada : 12 octobre 2012 sur FOX / Citytv
- Belgique : 2 juillet 2013 sur La Une[20]
- Suisse : 18 juillet 2013 sur RTS Deux
- France : 24 juillet 2013 sur TF1
- Québec : 4 octobre 2013 sur V

- États-Unis : 2,64 millions de téléspectateurs[28] (première diffusion)
- France : 1,6 million de téléspectateurs[29] (première diffusion)

- Connor Beardmore (River Massey)
- Paul McGillion (Edwin Massey)
- Edward Foy (Holden)

Dans le laboratoire, toujours pris dans l'ambre, Walter et Astrid retrouvent le 3e enregistrement, ne contenant que des données GPS menant au cœur d'une forêt. Les cinq résistants y trouvent une communauté d'humains atteints d'une affection de la peau qui les change en arbre. Ils sont capturés mais l'un d'entre eux, Edwin, reconnaît Walter, Olivia et Peter comme les membres de la division Fringe originelle. Il leur présente alors le reste du groupe, ainsi que ce qu'ils cachent : des archives écrites et enrichies depuis l'invasion des observateurs pour sauvegarder la mémoire de l'humanité. Pendant qu'Astrid essaie de nettoyer l'enregistrement, Walter tente de comprendre la maladie qui touche les autochtones et pointe vite la cause : un gaz dans l'air d'une mine d'or abandonnée avoisinante. Edwin raconte qu'un homme a tenté de prélever des pierres de la mine, mais s'est fait capturer par les observateurs. Un peu plus tard, River, le fils d'Edwin, montre à quel point les membres de la division Fringe sont considérés comme des héros, ce qui met mal à l'aise Olivia : elle se souvient qu'elle avait choisi d'abandonner la recherche de sa fille par peur d'apprendre sa mort.

### Épisode 4:La Balle qui sauva le monde
- États-Unis /  Canada : 26 octobre 2012 sur FOX / Citytv
- Belgique : 2 juillet 2013 sur La Une[20]
- Suisse : 18 juillet 2013 sur RTS Deux
- France : 24 juillet 2013 sur TF1
- Québec : 11 octobre 2013 sur V

- États-Unis : 2,55 millions de téléspectateurs[31] (première diffusion)
- France : 1 million de téléspectateurs[29] (première diffusion)

- Edward Foy (Holden)
- Alan Silverman (l'observateur avec Windmark)
- Charles Zuckermann (un observateur)

En se risquant dans la rue pour trouver de l'essence et un nouveau collier pour Etta, Peter est repéré et pris en chasse par les observateurs. Pendant ce temps, Walter et Astrid découvrent une nouvelle cassette qui leur indique la localisation du plan pour contrer les envahisseurs : le quai d'une station de métro, désormais sous contrôle des observateurs et des loyalistes. Walter a alors l'idée d'utiliser ses archives secrètes sur les anciennes affaires Fringe, afin d'y trouver de quoi se défendre sur place.

### Épisode 5:Le Cube
- États-Unis /  Canada : 2 novembre 2012 sur FOX / Citytv
- Belgique : 9 juillet 2013 sur La Une[20]
- Suisse : 25 juillet 2013 sur RTS Deux
- France : 31 juillet 2013 sur TF1
- Québec : 18 octobre 2013 sur V

- États-Unis : 2,58 millions de téléspectateurs[33] (première diffusion)
- France : 1,6 million de téléspectateurs[34] (Première diffusion)

- John Prosky (l'observateur prisonnier)

### Épisode 6:De l’autre côté du miroir (et ce que Walter y a trouvé)
- États-Unis /  Canada : 9 novembre 2012 sur FOX / Citytv
- Belgique : 9 juillet 2013 sur La Une[20]
- Suisse : 25 juillet 2013 sur RTS Deux
- France : 31 juillet 2013 sur TF1
- Québec : 25 octobre 2013 sur V

- États-Unis : 2,47 millions de téléspectateurs[36] (première diffusion)
- France : 889 000 téléspectateurs[34] (Première diffusion)

- Zak Santiago (Cecil)

Walter part seul dans un quartier abandonné de la ville pour suivre les instructions de la cassette no 7, et se rend plus précisément dans un appartement où il a créé une « poche » dans l'espace-temps, une anomalie dans l'univers où les règles de la physique ne sont plus les mêmes. Il y rencontre Cecil, un cambrioleur coincé dans la « poche » depuis le bombardement vingt ans auparavant, mais il croit être dans les lieux depuis 5 jours. Olivia et Peter trouvent à leur tour la cassette, voient Walter et Donald, et suivent les instructions via une caméra vidéo ; lorsqu'ils pénètrent dans la « poche », ils ont des instructions plus précises. Ils retrouvent Walter et Cecil et se rendent tous dans le lieu où est enfermé l'élément du plan : l'enfant empathique, qui se révèle être un jeune observateur (voir l'épisode L'Enfant sauvage). Mais dans la chambre où il est censé se trouver, ils ne trouvent qu'une radio dont la fréquence de réception a été fixée. Walter est furieux et déçu, mais Peter le rassure, convaincu que c'est Donald qui a laissé cette radio pour qu'ils le retrouvent.

### Épisode 7:Cinq vingt dix
- États-Unis /  Canada : 16 novembre 2012 sur FOX / Citytv
- Belgique : 16 juillet 2013 sur La Une[20]
- Suisse : 1er août 2013 sur RTS Deux
- France : 7 août 2013 sur TF1
- Québec : 1er novembre 2013 sur V

- États-Unis : 2,7 millions de téléspectateurs[38] (première diffusion)
- France : 1,7 million de téléspectateurs[39] (Première diffusion)

- Marco Soriano (Royce, un observateur)
- Gabe Khouth (Dr Hastings)
- Samantha Claude (l'assistante de Nina Sharp)

Peter commence à maîtriser les pouvoirs que lui donne la puce sur sa vision de l'espace-temps : il provoque un embouteillage à un carrefour durant quelques secondes, ce qui par effet papillon, empêche la rencontre de deux observateurs. Il revient plus tard dans le laboratoire avec le nécessaire pour libérer une nouvelle cassette. Le nouvel objectif est de récupérer deux balises temporelles des observateurs, dissimulées dans les anciens bâtiments de Kelvin Genetics, et accessible grâce à l'empreinte palmaire de William Bell. Walter comprend alors pourquoi il s'est emparé de la main de son ami, mais Astrid lui raconte ce qu'il s'est passé : Bell et Walter ont élaboré ensemble le plan contre les observateurs, avant que Bell ne les trahisse pour rentrer dans les bonnes grâces de l'ennemi, et Walter a préféré tous les enfermer dans l'ambre plutôt que d'être capturé.
Une fois dans les ruines de Kelvin Genetics, tous voient que l'entrée est bloquée par des gravats. Walter et Olivia pensent alors à Nina Sharp, qui pourrait leur fournir une technologie capable de se débarrasser des débris sans attirer l'attention. Peter part de son côté rejoindre Anil sans dire les véritables raisons de son absence à Olivia, qui comprend qu'il lui ment. Nina Sharp est prête à collaborer et leur offre un noyau d'énergie capable de sublimer toute matière. Pendant qu'Olivia et Astrid apprennent comment l'utiliser, Nina prend à part Walter pour parler de leurs objectifs, de Walter qui récupère ses facultés mais aussi sa personnalité, et de William Bell ; Walter se montre cruel envers Nina qui voit alors la résurgence de l'ancienne personnalité du scientifique. De son côté, Anil voit Peter utiliser ses capacités pour parvenir à échanger la mallette d'un observateur avec la sienne.
Peter rejoint ensuite Olivia, Astrid et Walter pour récupérer les balises. Walter découvre que Bell a conservé toutes ses affaires. Ils retrouvent les balises, mais Walter remarque une photo de Nina dans le coffre personnel de Bell. Quand ils sortent des lieux, Olivia craint que les observateurs ne les aient repérés, mais Peter est confiant et montre qu'il n'y a aucun loyaliste sur place.

### Épisode 8:Le Genre humain
- États-Unis /  Canada : 7 décembre 2012 sur FOX / Citytv
- Belgique : 16 juillet 2013 sur La Une[20]
- Suisse : 1er août 2013 sur RTS Deux
- France : 7 août 2013 sur TF1
- Québec : 8 novembre 2013 sur V

- États-Unis : 2,71 millions de téléspectateurs[41] (première diffusion)
- France : 1,1 million de téléspectateurs[39] (Première diffusion)

- Jill Scott (Simone)
- Kett Turton (Briggs)
- Nathan Dashwood (Stratton)
- Claude Duhamel (Carlos)
- Charles Zuckermann (un observateur)

Anil est parvenu à récupérer une autre puce des observateurs. Olivia l'apporte à Walter pour qu'il l'analyse afin de savoir ce qui attend Peter s'il utilise la puce trop longtemps. Elle part ensuite pour Fitchburgh où elle doit récupérer un électro-aimant pour le plan de Walter. De son côté, Peter est parti à New York et continue d'utiliser ses nouvelles capacités pour prévoir les mouvements de Windmark et l'amener sur l'avenir possible où Peter le tuera.
À Fitsburgh, Olivia rencontre Simone, une femme extra-lucide qui garde l'électro-aimant géant chargé sur un camion depuis 21 ans. Simone ressent la peur d'Olivia et voit peu à peu les choses qu'elle a endurées. Elle comprend ainsi qu'Olivia a une confiance limitée en elle, mais veut la rassurer et lui jurer qu'elle ne lui causera pas de tort. De son côté, Walter fait une simulation et voit les effets de la puce : elle augmente les capacités du cerveau et modifiant sa structure afin de penser plus vite et de façon plus rationnelle, au détriment des émotions. Peter est piégé par Windmark, et blessé, parvient à fuir et rejoindre Walter pour se faire soigner. Quand Walter prévient son fils, celui-ci avoue savoir les conséquences et ne pas craindre de perdre son humanité.

### Épisode 9:Délire total
- États-Unis /  Canada : 14 décembre 2012 sur FOX / Citytv
- Belgique : 23 juillet 2013 sur La Une[20]
- France : 7 août 2013 sur TF1
- Suisse : 8 août 2013 sur RTS Deux
- Québec : 15 novembre 2013 sur V

- États-Unis : 3,12 millions de téléspectateurs[43] (première diffusion)
- France : 888 000 téléspectateurs[39] (Première diffusion)

- Jenni Blong (Dr Carla Warren)
- Tom Butler (Richard)
- Maria Marlow (Carolyn)
- Allie Bertram (Pixie)

La radio récupérée dans la poche spatio-temporelle reçoit un signal indéchiffrable. Quand Astrid et Peter demandent à Walter s'il voit la clé, celui-ci ne répond pas : il est en plein trip sous LSD depuis plusieurs heures. Olivia et Peter demandent donc à Anil de leur fournir un transmetteur pour trianguler l'origine du signal et retrouver Donald. Les hallucinations de Walter se personnifient et prennent la forme de Carla Warren, l'ancienne assistante de Walter qui est morte dans l'incendie du laboratoire. Grâce à elle, Walter retrouve un vieux carnet de notes dissimulé contenant les schémas de ces inventions, et avec lui la peur de redevenir le scientifique prétentieux qu'il était. Pendant ce temps, Peter et Olivia retrouvent grâce au transmetteur une antenne relais et plusieurs cadavres, dont un qu'ils identifient comme celui de Samuel Weiss, mort en défendant l'antenne contre les Envahisseurs.
Ils partent donc pour l'île d'où est émis le signal, avec Walter toujours sous l'emprise de la drogue. Ils y découvrent une maison où vit un couple et l'enfant observateur, mais ils réclament un mot de passe. Walter le retrouve après une hallucination sous forme d'animation des Monty Python. Selon le couple, Donald serait mort 15 ans auparavant, leur laissant l'enfant qui n'a pas vieilli. Les résistants l'emmènent et prennent soin de lui.
- Black Blotter, une variété de LSD ; c'est aussi un Papier buvard d’encre noir.

### Épisode 10:Anomalie XB-6783746
- États-Unis /  Canada : 21 décembre 2012 sur FOX / Citytv
- Belgique : 23 juillet 2013 sur La Une[20]
- Suisse : 8 août 2013 sur RTS Deux
- France : 21 août 2013 sur TF1
- Québec : 22 novembre 2013 sur V

- États-Unis : 3,02 millions de téléspectateurs[45] (première diffusion)
- France : 1,3 million de téléspectateurs[46] (Première diffusion)

- Gabe Khouth (Dr Daryl R. Hastings)
- Alexa Asjes (l'assistante de Nina Sharp)
- James O'Sullivan (M. Roe)
- Ian Butcher (un observateur)

L'équipe essaie de communiquer avec Michael, sans y parvenir. Ils contactent alors Nina, qui les mène vers un laboratoire secret où des expériences ont été menées sur des observateurs. Ils utilisent un dispositif censé analyser les flux électriques des cerveaux pour restituer les pensées, mais le schéma de Michael est indéchiffrable. Il faudrait alors un autre dispositif, gardé dans un entrepôt de Massive Dynamics.
Ils ignorent cependant que Windmark remonte la piste de la machine de sublimation de la matière, et qu'il cherche à démasquer le complice de Nina Sharp. Hastings est interrogé dans le même entrepôt où se trouve la machine, et Olivia surprend l'interrogatoire. Ils libèrent Hastings après son interrogatoire, mais il est trop tard : Windmark connait l'emplacement du laboratoire secret.

### Épisode 11:L'enfant doit vivre
- États-Unis /  Canada : 11 janvier 2013 sur FOX / Citytv
- Belgique : 30 juillet 2013 sur La Une[20]
- Suisse : 15 août 2013 sur RTS Deux
- France : 21 août 2013 sur TF1
- Québec : 29 novembre 2013 sur V

- États-Unis : 2,44 millions de téléspectateurs[47] (première diffusion)
- France : 750 000 téléspectateurs[46] (Première diffusion)

- James Kidnie (le commandant des observateurs)
- Ian Butcher (un observateur)
- Sage Brocklebank (un garde loyaliste)
- Rowan Longworth (Michael)

Afin de retrouver l'appartement où il a vu Donald dans ses souvenirs, Walter va dans le réservoir et localise les lieux. Peter note des changements chez son père, qui lui explique que par le toucher du garçon, il a retrouvé des souvenirs de ses deux vies alternatives et se sent confiant en l'avenir. Windmark se rend dans le Manhattan de l'an 2609 pour informer son supérieur de l'existence de Michael. Celui-ci ne craint pas la menace de la division Fringe, estimant leur succès hautement improbable. Windmark réalise alors qu'il a peur et qu'il les déteste, sans pour autant comprendre ce qu'il ressent.
Walter retrouve Donald, et après avoir revu Michael, raconte l'histoire des observateurs : nés à partir de fécondation in vitro, ils sont des humains dont les cerveaux ont été modifiés pour ne plus ressentir les émotions afin d'améliorer les facultés intellectuelles. Michael a alors été considéré comme une anomalie car son cerveau se développait différemment, mais Septembre, géniteur de Michael, n'a pas accepté de le sacrifier et l'a caché dans le passé. Quand sa trahison a été découverte, Septembre est devenu le sujet d'expériences visant à le faire redevenir un être humain normal. Mais son fils existe toujours, et Donald a compris qu'il possédait les capacités intellectuelles des observateurs et les émotions d'un humain. Le Plan consiste donc à envoyer Michael au moment où les hommes auront choisi de sacrifier leurs émotions afin de renoncer à cette voie, effaçant de l'histoire les observateurs et leur invasion. Olivia y voit l'espoir de revoir Etta en vie.

### Épisode 12:Retour à Liberty Island
- États-Unis /  Canada : 18 janvier 2013 sur FOX[7] / Citytv
- Belgique : 30 juillet 2013 sur La Une[20]
- Suisse : 15 août 2013 sur RTS Deux
- France : 28 août 2013 sur TF1
- Québec : 6 décembre 2013 sur V

- États-Unis : 3,28 millions de téléspectateurs[48] (première diffusion)
- France : 1,1 million de téléspectateurs[49] (Première diffusion)

- James Kidnie (le commandant des observateurs)
- Abagayle Hardwick (Henrietta « Etta » Bishop, enfant)
- Eugene Lipinski (Décembre)
- Peter Flemming (le lieutenant des loyalistes)
- Peter Kelamis (Tobin)

Grâce à Broyles, l'équipe Fringe parvient à localiser où est détenu Michael : dans un laboratoire sur Liberty Island, où les observateurs l'étudient et découvrent ses capacités. Le lieu étant ultra-protégé, Olivia a alors l'idée de réutiliser le Cortexiphan pour libérer Michael en passant par l'univers alternatif. Peter est contre cette éventualité qui mettrait en danger la santé d'Olivia, qui n'est plus soumise au produit depuis plus de vingt ans, mais ils n'ont pas le choix. Après s'être assuré que l'univers alternatif ne souffre pas de l'invasion des observateurs, ils mettent leur plan en marche. Pendant ce temps, Donald rejoint le laboratoire de Harvard et commence la construction de la machine qui enverra Michael dans le futur. De son côté, Windmark, qui n'a pu interroger Michael, demande conseil à son supérieur en 2609, mais si Windmark veut détruire Michael, son commandant veut l'étudier.

### Épisode 13:Le Dernier Voyageur
- États-Unis /  Canada : 18 janvier 2013 sur FOX[7] / Citytv
- Belgique : 6 août 2013 sur La Une[20]
- Suisse : 22 août 2013 sur RTS Deux
- France : 28 août 2013 sur TF1
- Québec : 13 décembre 2013 sur V

- États-Unis : 3,09 millions de téléspectateurs[48] (première diffusion)
- France : 650 000 téléspectateurs[49] (Première diffusion)

- Eugene Lipinski (Décembre)
- Ian Butcher (un observateur)
- Peter Kelamis (Tobin)
- Sharon Taylor (Carol)

Septembre rend visite à Décembre afin qu'il aille dans le futur chercher une pièce de remplacement pour sa machine. Ce dernier s'interroge sur les motivations de son ancien collègue et son attachement à la race humaine mais accepte. Plus tard, Broyles est sur le point de rejoindre la division Fringe avec des documents quand il comprend qu'il a été démasqué et que Windmark le suit. Il tente donc de faire diversion. Pendant ce temps, Olivia et Astrid vont chercher la pièce de rechange chez Décembre, dont elles découvrent le corps. Elles se débarrassent des loyalistes présents, qui ont dérobé la pièce, tandis que Peter apprend que Walter va devoir se sacrifier en accompagnant Michael dans le futur. Père et fils devront donc se dire adieu.
Sans la pièce manquante, dérobée par Windmark, les résistants doivent trouver un nouveau plan et Astrid a l'idée d'utiliser les passerelles temporelles des observateurs. Pour parvenir à les contrôler, ils ont besoin d'un cube, Peter et Olivia décident donc de prendre d'assaut la base des observateurs en utilisant toutes les armes bio-chimiques de leurs anciennes enquêtes. Ils obtiennent ainsi le cube, mais sauvent aussi Broyles, emprisonné par Windmark. Au laboratoire, Donald révèle à Walter qu'il compte suivre Michael dans le futur à sa place car il pense qu'il s'agit là de son rôle de père.
Une fois la passerelle ouverte, l'opération est lancée. Mais Windmark, qui a compris les intentions des résistants, tente de s'en prendre à Michael. Olivia et Peter s'interposent mais sont rapidement désarmés. Windmark finit par être distrait puis tué par Olivia dans une ultime démonstration de ses pouvoirs issus du cortexiphan. Septembre est alors abattu. Walter doit donc assumer son rôle et sous les yeux de Peter, entre dans le vortex avec l'enfant.

## Informations DVD et Disque Blu-ray
- En zone 2 (dont la  France…) :
Coffret DVD Fringe - L'intégrale de la saison 5, édité par Warner Bros. est disponible en 4 DVD et en 3 Blu-ray.